# Doug McClure
Douglas Osborne McClure (Glendale, 11 de maio de 1935 - Sherman Oaks, 5 de fevereiro de 1995) foi um ator americano cuja carreira no cinema e na televisão se estendeu dos anos 1950 aos 1990. É mais conhecido por seu papel como o caubói Trampas durante toda a temporada de 1962 a 1971 da série O Homem de Virgínia, ao lado de James Drury e Lee J. Cobb. No Brasil, o ator é lembrado por filmes com a temática "mundo perdido".

## Biografia
McClure nasceu em Glendale, Califórnia, em 11 de maio de 1935. Sua mãe, Clara Elsie (nascida Barker), é de origem inglesa, e seu pai, Donald Reed McClure, era um irlandês-americano. Divorciou-se quatro vezes, duas delas enquanto atuava na série O Homem de Virgínia.
Em 1994, ganhou uma estrela na Calçada da Fama de Hollywood, ocasião em que se deu sua última aparição pública. Juntamente com o ator Troy Donahue, foi a inspiração para o personagem Troy McClure em Os Simpsons (1989).
Faleceu em Sherman Oaks, Califórnia, em 5 de fevereiro de 1995, aos 59 anos, de câncer de pulmão. Está enterrado no Woodlawn Memorial Cemetery em Santa Monica, Califórnia. Quando morreu, estava casado com sua quinta esposa. Deixou dois filhos, a atriz Tané (de seu primeiro casamento) e Valerie (de seu quarto casamento).
Apesar de ter feito mais de 500 aparições no cinema e na TV, Doug McClure é mais lembrado como Trampas nas séries O Homem de Virgínia (1962) e Backtrack! (1969).
No Brasil, ficou conhecido também por protagonizar filmes com a temática "mundo perdido", como A terra que o tempo esqueceu (1974), No coração da Terra (1976), Criaturas que o tempo esqueceu (1977) e Os titãs voltam à luta na Atlântida (1978), além do telefilme de suspense O triângulo do diabo (1973).